# Lou Wall
Lou Wall es una persona no binaria de Australia que se dedica a la comedia, y que es conocida por su comedia musical multimedia. Wall debutó con el espectáculo en solitario, A Dingo Ate My Baby, creado para el festival FRISK de 2016 del Victorian College of the Arts y luego retomado por Malthouse para el Festival Internacional de Comedia de Melbourne de 2017.

## Biografía
Wall creció en Cooma en Nueva Gales del Sur, Australia. Estudió en el Victorian College of the Arts con una beca de actuación.

## Carrera
Wall hizo su debut con el espectáculo en solitario, A Dingo Ate My Baby, creado para el festival FRISK 2016 del Victorian College of the Arts. El espectáculo fue elegido por Malthouse para el Festival Internacional de Comedia de Melbourne de 2017. Wall creó su segundo espectáculo en solitario, It's Not Me, It's Lou, como parte del Melbourne Cabaret Festival, y estrenó el espectáculo en el Melbourne Fringe Festival, donde fue nominado a Mejor Cabaret.
Durante la pandemia de COVID-19, Wall comenzó a incorporar elementos audiovisuales en su trabajo. Wall se unió a 84 grupos de Facebook en un intento de infiltrarse en grupos conspirativos de los Illuminati, una experiencia que inspiró su programa, That One Time I Joined The Illuminati, que se estrenó en 2021. En 2022, se estrenó su programa, Bleep Bloop, que Wall promocionó como un "álbum pop en vivo".
En 2023, Wall trabajó en el guion y presentación en WTFAQ en ABC. Su programa de 2023, Lou Wall Vs The Internet, ganó un premio Moosehead. The Bisexual's Lament de Wall fue preseleccionado para el Premio del Festival Internacional de Comedia de Melbourne de 2023 y ganó el premio Best of the Fest en el Festival de Comedia de Sídney. Cocrearon Flat Earthers: The Musical con Jean Tong. El musical cómico tuvo su estreno como coproducción con Hayes Theatre Co. y Griffin Theatre Company, Sídney en 2024. Su espectáculo de 2025, Breaking the Fifth Wall, fue dirigido por Zoë Coombs Marr y nominado al Premio al Espectáculo Más Destacado del Festival Internacional de Comedia de Melbourne de 2025.

## Vida personal
Wall se identifica como persona queer y no binaria. Mantuvo una relación con Jean Tong.